# Snow Petrel Peak
Snow Petrel Peak är en bergstopp i Antarktis. Den ligger i Östantarktis. Nya Zeeland gör anspråk på området. Toppen på Snow Petrel Peak är 605 meter över havet, eller 35 meter över den omgivande terrängen. Bredden vid basen är 1,2 km.
Terrängen runt Snow Petrel Peak är huvudsakligen kuperad, men åt sydväst är den bergig. Trakten är obefolkad. Det finns inga samhällen i närheten.